# Hushållsost

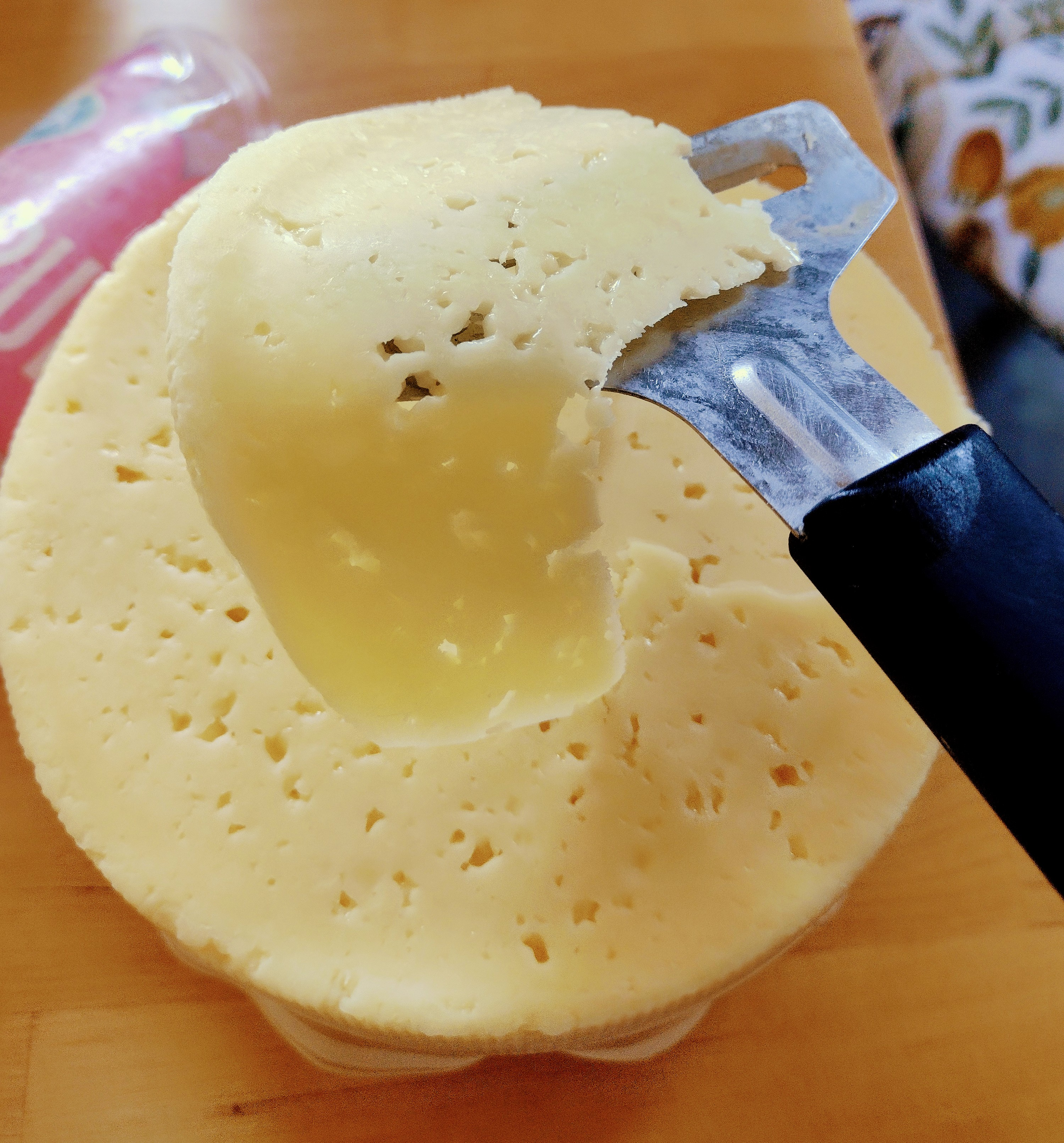
Hyvlad hushållsost.

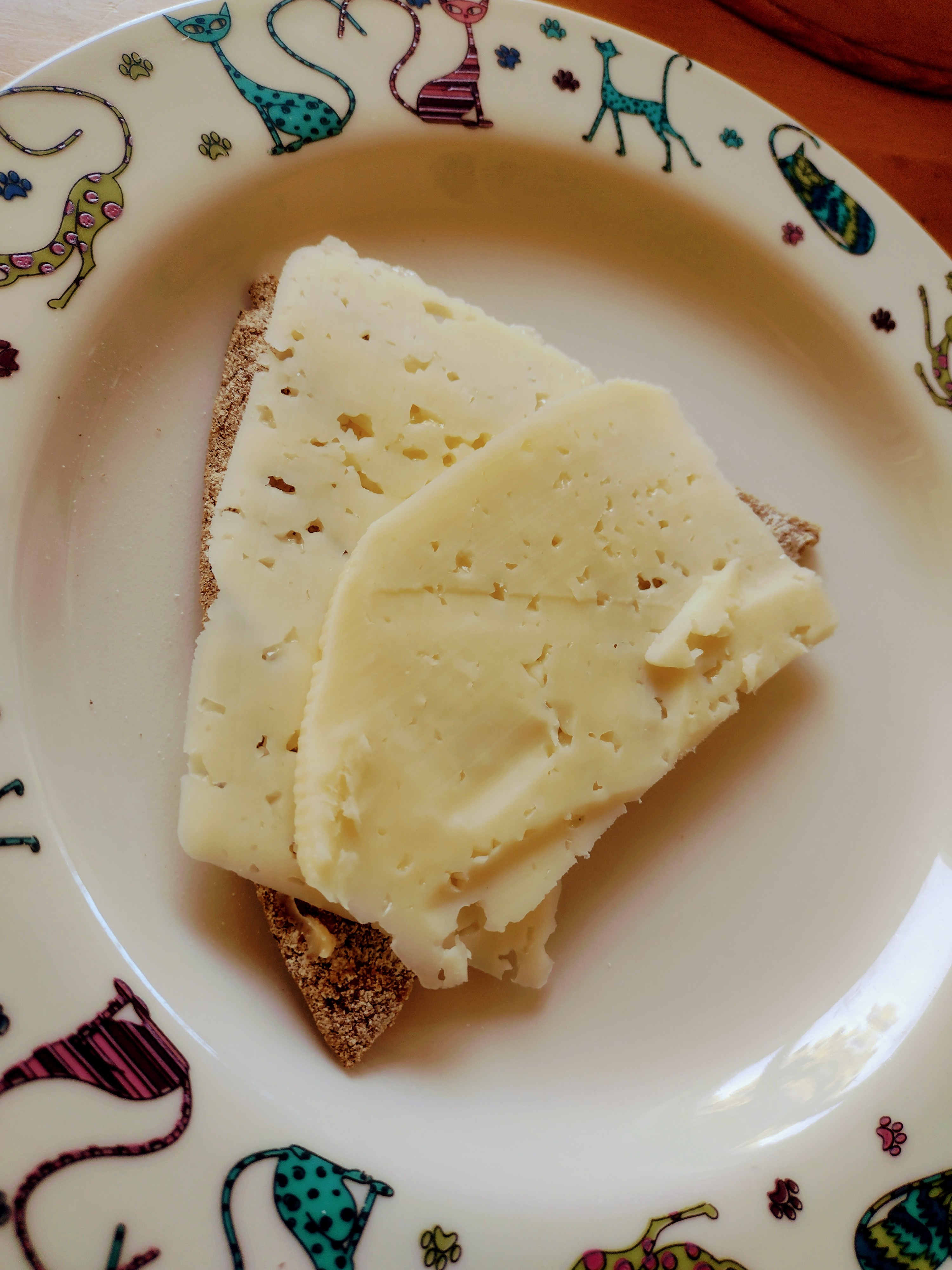
Skivad hushållsost på knäckebröd i Sverige.

Hushållsost är en svensk grynpipig ostsort med mild smak. Den finns i varianter med längre lagring, ex. Stureost. 
Hushållsosten är ursprungsskyddad som garanterad traditionell specialitet. Vad som får kallas hushållsost regleras därmed av EU. Reglerna finns att läsa i Europeiska unionens officiella tidning.
Hushållsost var tidigare främst beteckning på en mindre ost, med vikt på omkring 2 kilo, lämplig för mindre hushåll som önskade en mindre mängd ost utan att behöva stycka den och därmed förlora en del av ostens hållbarhet. Hushållsost tillverkades främst vid mindre lantbruk med småskalig osttillverkning.